# Ken Akamatsu
Ken Akamatsu, född 5 juli 1968 i Nagoya, Aichi prefektur, Japan, är en japansk mangatecknare och politiker. Sedan 2022 har han tjänstgjort som ledamot av Japans överhus. Han gjorde sin mangadebut 1993 och är mest känd som författare till Love Hina (1998–2001) och Negima! Magister Negi Magi (2003–2012), båda följetonger i Shūkan Shōnen Jump.
I 2022 års val till Japans överhus vann han en plats som kandidat för liberaldemokratiska partiet. Han ställde upp i det nationella proportionella valblocket på en yttrandefrihetsplattform, och blev den första mangaskaparen i parlamentet.

## Biografi
Akamatsu är son till en byråkrat i ministeriet för jordbruk, skogsbruk och fiske. Under hans uppväxt flyttade familjen ofta, och man bodde omväxlande i Yamagata, Kita i Tokyo, Kumamoto, Higashikurume och Kawasaki. Akamatsu gick på det privata Kaijō-gymnasiet i Tokyo-stadsdelen Shinjuku och började senare studera på Chuo-universitetets avdelning för japansk litteratur. Han har nämnt Sailor Moon som sin introduktion till anime och manga. Medan han gick på universitetet var han aktiv som dōjinshi-skapare och sålde verk på Comiket under pseudonymen Awa Mizuno (水野 亜和, Mizuno Awa).
Akamatsu är gift med Kanon Akamatsu, en professionell cosplayer och tidigare tonårsidol. Paret har två döttrar.

## Författarskap
År 1993 vann Akamatsu det 50:e Shōnen Magazine Newcomer Award för sitt debutverk Hito Natsu no Kids Game, publicerat i Kōdanshas Magazine Fresh. Året därpå började han serialisera AI Love You (1994–1997) i förlagets Shūkan Shōnen Magazine. Love Hina, publicerad i tidningen från 1998 till 2001, etablerade hans popularitet och gav honom 2001 det 25:e Kodansha Manga Award (i shōnen-kategorin). Hans nästa verk, Negima! Magister Negi Magi, serialiserades från 2003 till 2012, även den i Shūkan Shōnen Magazine.
Akamatsus senaste mangaserie är UQ Holder!, en uppföljare till Negima! som debuterade i tidningen 2013. Den överfördes senare till Bessatsu Shōnen Magazine och avslutades 2022.

### Opinionsbildning och politik
Akamatsu är en högljudd förespråkare för skydd av yttrandefriheten i anime och manga. Han har varit motståndare till regeringens försök att utöka censur och upphovsrättslag.
År 2011 varnade han för att föreslagna ändringar av upphovsrättslagen under det föreslagna Trans-Pacific Partnership (TPP) skulle "förstöra" Japans dōjinshi-miljö. Han fortsatte under de kommande åären att uttrycka sin oro för det hela.
År 2020 blev Akamatsu inbjuden att ge råd till lagstiftare angående mangas framtid. Han framhöll att "jämfört med andra länder är Japans styrka dess kreativa frihet" och att "en situation där japanska verk regleras av utländska standarder" bör undvikas.

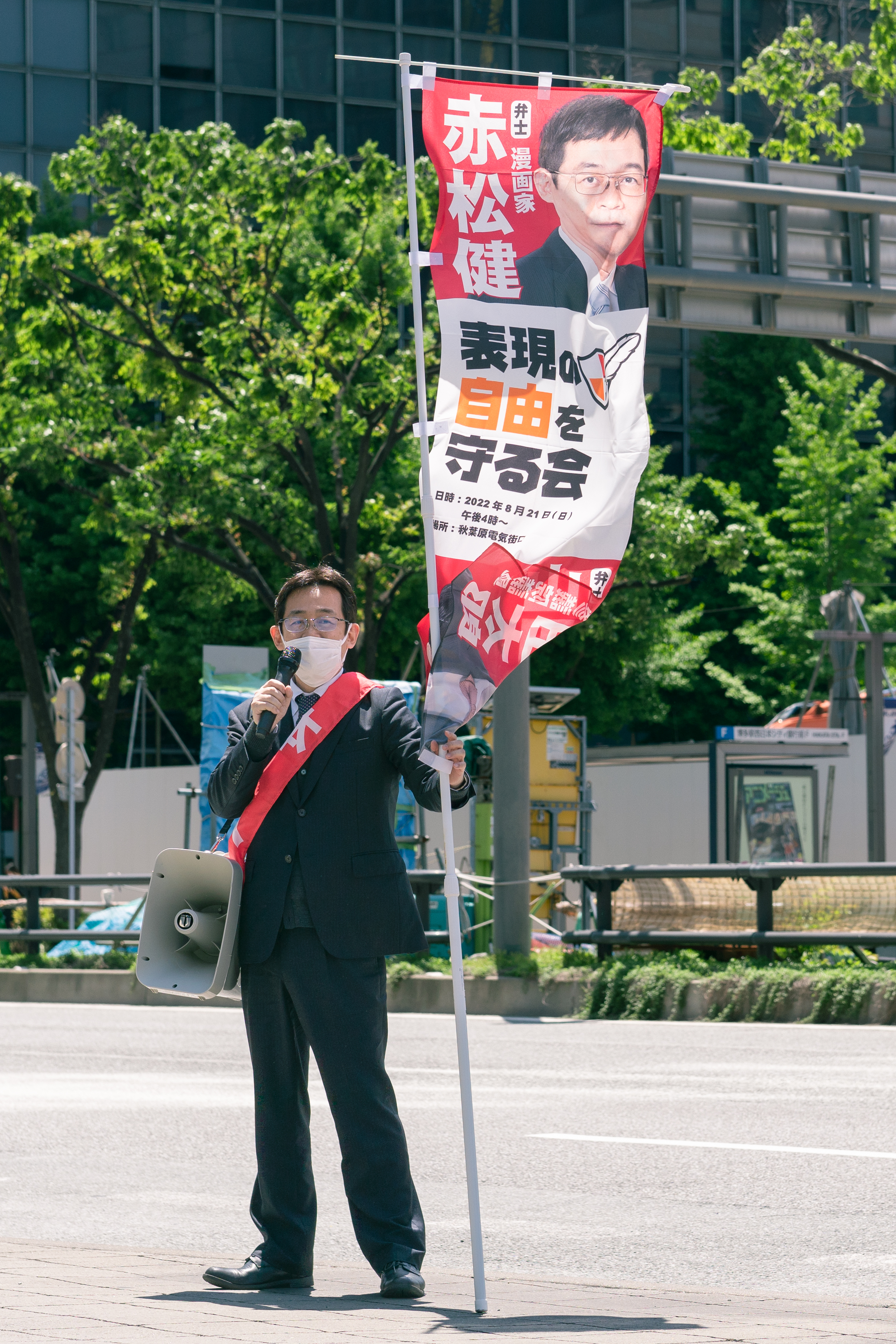
Akamatsu kampanjar offentligt 2022

Den 10 juli 2022 vann Akamatsu en plats i Japans överhus, efter att ha kampanjat personligen i alla landets 47 prefekturer. Han blev därmed blev den första mangaskaparen i landets parlament. Ett tidigt initiativ från honom var en arbetsgrupp om en föreslagen rättslig ram för bevarande av tidigare och nuvarande japanska videospel i ett spelbart tillstånd.

## Utmärkelser och hedersbetygelser
- Shūkan Shōnen Magazines pris för manganykomling, för Hito Natsu no Kids Game,  1993
- Kodanshas mangapris, för Love Hina,  2001

[Redigera Wikidata]